# (2962) Otto
(2962) Otto (1940 YF) – planetoida z pasa głównego asteroid okrążająca Słońce w ciągu 4,12 lat w średniej odległości 2,57 j.a. Odkryta 28 grudnia 1940 roku.